# Margaret (cantante)
Małgorzata Jamroży (Stargard; 30 de junio de 1991), conocida simplemente como Margaret, es una cantante polaca.
Debutó en 2013, con su primer lanzamiento oficial, «Thank You Very Much», primer sencillo del álbum debut, Margaret, lanzado en febrero de 2013. Dicho debut alcanzó el segundo puesto en Polonia, el vigésimo segundo puesto en Italia, el trigésimo octavo puesto en Austria y el cuadragésimo primer puesto en Alemania.
En 2014 año, Margaret publicó un álbum de estudio Add the Blonde con letras en el idioma inglés, que ganaron disco de platino en la Polonia.
En 2016 quedó segunda con su canción Cool Me Down en el Krajowe Eliminacje, la preselección para representar a su país natal en el festival de Eurovisión. No obstante, la canción cosechó un gran éxito ese verano en Europa. Dos años después volvería a intentar llegar a Eurovisión esta vez por Suecia participando en el Melodifestivalen 2018 con la canción In My Cabana, pero no consiguió el pase directo a la final y deberá buscar la plaza de finalista en la repesca.
El 9 de febrero de 2019, participó en la segunda semifinal del Melodifestivalen 2019 con la canción "Tempo", en la que obtuvo la quinta plaza y fue eliminada.
El 12 de enero de 2024 lanzó el sencillo «Hot Like Summer» junto al cantante hispanoalemán Álvaro Soler, que consta de dos versiones, una en polaco y español y la otra en inglés y español.

## Discografía

### Álbumes de estudio
| Año  | Álbum                                                                     | Posiciones en lista | Certificaciones |
| Año  | Álbum                                                                     | POL                 | Certificaciones |
| ---- | ------------------------------------------------------------------------- | ------------------- | --------------- |
| 2014 | Add the Blonde - Lanzamiento: 26 de agosto de 2014.                       | 8°                  | - POL: Platino  |
| 2015 | Just the Two of Us (con Matt Dusk) - Lanzamiento: 6 de noviembre de 2015. | 28°                 | - POL: Platino  |
| 2017 | Monkey Business - Lanzamiento: 2 de junio de 2017.                        | 8°                  |                 |
| 2019 | Gaja Hornby                                                               |                     |                 |
| 2021 | Maggie Vision                                                             |                     |                 |
| 2024 | Siniaki i cekiny                                                          |                     |                 |

### EP
| Año  | Álbum                                          | Posiciones en lista |
| Año  | Álbum                                          | POL                 |
| ---- | ---------------------------------------------- | ------------------- |
| 2013 | All I Need - Lanzamiento: 30 de julio de 2013. | 50°                 |

### Sencillos
| 2013    | «Thank You Very Much»                | —  | 2 | 38 | 41 | 22 | —                                                                   | All I Need                                                          |                                                                     |                                                                     |                                                                     |                                                                     |                                                                     |                                                                     |                                                                     |
| 2013    | «Tell Me How Are Ya»                 | —  | — | —  | —  | —  | —                                                                   | All I Need                                                          |                                                                     |                                                                     |                                                                     |                                                                     |                                                                     |                                                                     |                                                                     |
| 2014    | «Wasted»                             | 6  | 1 | —  | —  | —  | —                                                                   | Add the Blonde                                                      |                                                                     |                                                                     |                                                                     |                                                                     |                                                                     |                                                                     |                                                                     |
| 2014    | «Start a Fire»                       | 10 | 1 | —  | —  | —  | —                                                                   | Add the Blonde                                                      |                                                                     |                                                                     |                                                                     |                                                                     |                                                                     |                                                                     |                                                                     |
| 2015    | «Heartbeat»                          | 11 | 2 | —  | —  | —  | —                                                                   | Add the Blonde                                                      |                                                                     |                                                                     |                                                                     |                                                                     |                                                                     |                                                                     |                                                                     |
| 2015    | «Just the Two of Us» (con Matt Dusk) | —  | — | —  | —  | —  | —                                                                   | Just the Two of Us                                                  |                                                                     |                                                                     |                                                                     |                                                                     |                                                                     |                                                                     |                                                                     |
| 2015    | «'Deed I Do» (con Matt Dusk)         | —  | — | —  | —  | —  | —                                                                   | Just the Two of Us                                                  |                                                                     |                                                                     |                                                                     |                                                                     |                                                                     |                                                                     |                                                                     |
| 2016    | «Cool Me Down»                       | 4  | 1 | —  | —  | —  | 36                                                                  | Add the Blonde                                                      |                                                                     |                                                                     |                                                                     |                                                                     |                                                                     |                                                                     |                                                                     |
| 2016    | «Elephant»                           | 21 | 1 | —  | —  | —  | —                                                                   | Add the Blonde                                                      |                                                                     |                                                                     |                                                                     |                                                                     |                                                                     |                                                                     |                                                                     |
| 2017    | «Blue Vibes»                         | —  | — | —  | —  | —  | —                                                                   | Monkey Business                                                     |                                                                     |                                                                     |                                                                     |                                                                     |                                                                     |                                                                     |                                                                     |
| 2017    | «What You Do»                        | 14 | 1 | —  | —  | —  | —                                                                   | Monkey Business                                                     |                                                                     |                                                                     |                                                                     |                                                                     |                                                                     |                                                                     |                                                                     |
| 2017    | «Monkey Business»                    | —  | — | —  | —  | —  | —                                                                   | Monkey Business                                                     |                                                                     |                                                                     |                                                                     |                                                                     |                                                                     |                                                                     |                                                                     |
| 2017    | «Byle jak»                           | 10 | 2 | —  | —  | —  | —                                                                   | Monkey Business                                                     |                                                                     |                                                                     |                                                                     |                                                                     |                                                                     |                                                                     |                                                                     |
| 2018    | «In My Cabana»                       | 6  | 2 | —  | —  | —  | 8                                                                   | —                                                                   |                                                                     |                                                                     |                                                                     |                                                                     |                                                                     |                                                                     |                                                                     |
| «Tempo» | –                                    | –  | – | –  | –  | –  | «—» indica un sencillo que no se posicionó en las listas de éxitos. | «—» indica un sencillo que no se posicionó en las listas de éxitos. | «—» indica un sencillo que no se posicionó en las listas de éxitos. | «—» indica un sencillo que no se posicionó en las listas de éxitos. | «—» indica un sencillo que no se posicionó en las listas de éxitos. | «—» indica un sencillo que no se posicionó en las listas de éxitos. | «—» indica un sencillo que no se posicionó en las listas de éxitos. | «—» indica un sencillo que no se posicionó en las listas de éxitos. | «—» indica un sencillo que no se posicionó en las listas de éxitos. |